# Pallavolo ai V Giochi del Mediterraneo - Torneo maschile
Il torneo maschile di pallavolo ai V Giochi del Mediterraneo si è svolto nel 1967 a Tunisi, in Tunisia, durante i V Giochi del Mediterraneo. Al torneo hanno partecipato 3 squadre nazionali di stati che si affacciano sul Mar Mediterraneo e la vittoria finale è andata per la seconda volta consecutiva alla Jugoslavia.

## Classifica finale
| Classifica | Squadre    |
| ---------- | ---------- |
|            | Jugoslavia |
|            | Francia    |
|            | Turchia    |